# Trochalus scutellaris
Trochalus scutellaris är en skalbaggsart som beskrevs av Moser 1916. Trochalus scutellaris ingår i släktet Trochalus och familjen Melolonthidae. Inga underarter finns listade i Catalogue of Life.